# 254 (số)
254 (hai trăm năm mươi bốn) là một số tự nhiên ngay sau 253 và ngay trước 255.